# 住吉町 (長崎市)
住吉町（すみよしまち）は、長崎県長崎市の地名。2012年10月現在の人口は1,518人。郵便番号は852-8154。

## 地理
長崎市中北部に位置する。北から東にかけて泉、南東で花丘町、南で千歳町、南西の道路上の一点で若葉町、西で中園町、北西で赤迫・住吉台町と隣接する。町域内にサンモール住吉商店街、隣接する中園町に中園商店街・複合商業施設ジョイフルサン、同じく隣接する千歳町に複合商業施設チトセピアが置かれ、住宅地や高層住宅も多く建てられている。
また、長崎大学文教キャンパスが近くにあるため、若者も多く近隣諸町域と併せ長崎市の副都心として賑わっている。10月10日から13日まで、住吉くんちがあり、毎年のように賑わいを見せている。中心部からは離れているが長崎市の南北を結ぶ幹線道路が国道206号だけであるため、朝夕問わず交通量は非常に多い。

### 河川
- 岩屋川

## 世帯数と人口
2022年（令和4年）1月31日現在の世帯数と人口は以下の通りである。
| 町丁   | 世帯数  | 人口    |
| ------ | ------- | ------- |
| 住吉町 | 819世帯 | 1,415人 |

## 小・中学校の学区
市立小・中学校に通う場合、学区は以下の通りとなる。
| 番地 | 小学校               | 中学校               |
| ---- | -------------------- | -------------------- |
| 全域 | 長崎市立西浦上小学校 | 長崎市立西浦上中学校 |

## 交通

### 鉄道
- 長崎電気軌道
  - 本線・赤迫支線：住吉停留場

### バス
- 長崎バス
- 長崎県営バス

### 道路
- 国道206号（住吉通り）

## 施設
- 長崎ビューティーカレッジ
- 長崎高等予備校
- サンモール住吉
- 住吉中央公園
- 住吉北公園 -　隣接する住吉台町と跨る。
- 住吉神社